# Парк (с. Мокра Калигірка)
Парк — парк-пам'ятка садово-паркового мистецтва місцевого значення. Об'єкт розташований на території Катеринопільського району Черкаської області, село Мокра Калигірка.
Площа — 7 га, статус отриманий у 1972 році.
Парк створений з метою охорони та збереження цінного зразка садово-паркового мистецтва, на його території зустрічаються вікові дерева дуба та ясена.